# Geoffrey Miller (psychologue)
Pour les articles homonymes, voir Geoffrey Miller et Miller.
Geoffrey Miller (né en 1965) est un psychologue évolutionniste américain.

## L'évolution
Miller a développé l'idée de Darwin conçue lors de son voyage sur les îles Galápagos selon laquelle l'évolution n'est pas seulement guidée par la sélection de survie, mais tout autant par la sélection sexuelle.
Pour rappeler ce rôle de la sélection sexuelle, il écrit The mating Mind, montrant comment le choix sexuel donne forme à l'évolution humaine, en développant la suggestion de Darwin selon laquelle la sélection sexuelle à travers le choix du partenaire a été importante dans l'évolution humaine (notamment les aspects où le comportement humain semble s'exprimer le plus de lui-même, tels art, morale, langage et créativité).
Les critères de sélection de l'évolution sont complexes, mais l'observation suggère[réf. nécessaire] que leur effet chez l'homme est de promouvoir intelligence, créativité, caractère et certains traits physiques qui furent à une époque des indicateurs favorables de santé.

## Génétique
En novembre 2009 il publie dans le journal britannique The Economist une tribune intitulée "une crise imminente dans la génétique humaine". Il déclare ne pas attendre de la génétique une révolution dans les méthodes de soins, mais en craindre des effets pervers sur l'évolution humaine et les inégalités, notamment en répertoriant de possibles différences génétiques entre les classes, ethnies, races, etc.

## Polémique

### Obésité et surpoids
Il a été professeur de psychologie assistant à l'Université du Nouveau Mexique, qui a censuré officiellement sa page en 2013 à la suite d'un tweet polémique et rapidement supprimé du chercheur conspuant ses étudiants en surpoids : « Chers doctorants obèses, si vous manquez de volonté pour arrêter les glucides, vous en manquerez aussi pour rédiger votre thèse ». Après des excuses du chercheur et des sanctions disciplinaires, sa page universitaire a été réinstaurée sans mention de cette polémique.